# ليوبولد فوندلر
ليوبولد فوندلر (بالألمانية: Leopold Pfaundler von Hadermur)‏ (و. 1839 – 1920 م) هو فيزيائي، وكيميائي، وأستاذ جامعي من النمسا . ولد في إنسبروك.
توفي في غراتس ، عن عمر يناهز 81 عاماً.